# Mischaren

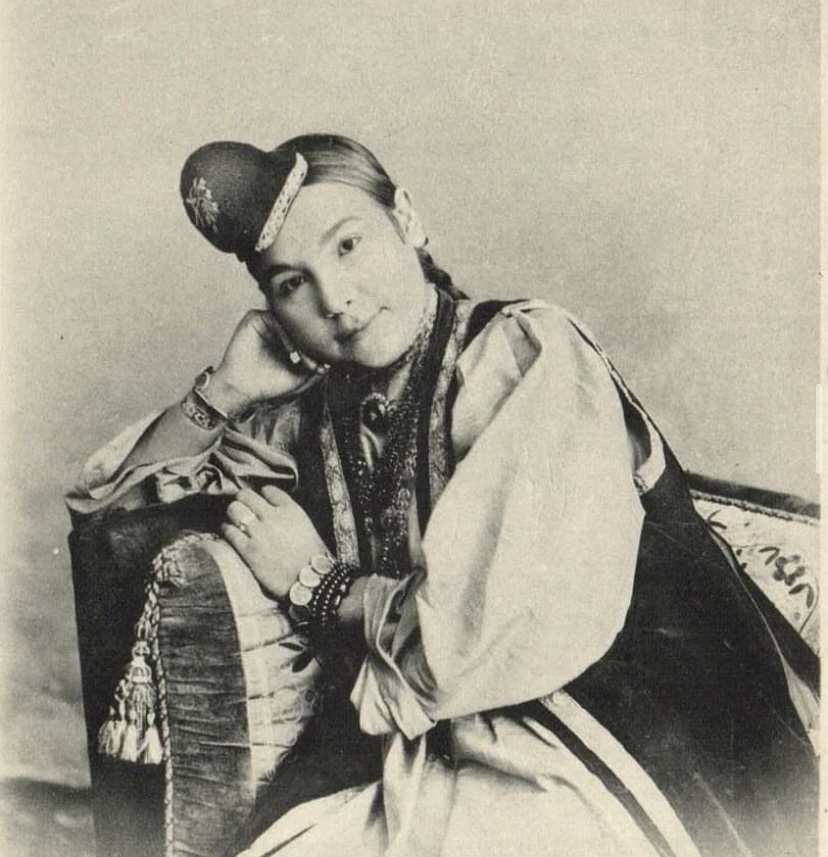
Mishar Tatar Ende des 19. Jahrhunderts, Oblast Nischni Nowgorod.

Die Mischaren, veraltet auch Mescherjaken oder Meschtscherjäken, (russ. мишари́, mischari, tat. мишәрләр, mişärlär) sind ein Subethnos der Wolga-Ural-Tataren. Sie sprechen den Westdialekt, auch als Mischaren-Dialekt bezeichnet, der tatarischen Sprache. Ähnlich wie die Völker der Kalmüken, Teptjaren, Baschkiren und Krimtataren, dienten die Mischaren in Kriegszeit den russischen Zaren als irreguläre Reiterei.

## Ethnogenese
Die Ethnogenese der Mischaren fand zwischen Wolga und Oka statt. Erste Erwähnungen finden sich in der Nestorchronik des 11. Jahrhunderts.
Es gibt verschiedene Versionen über die Ursprünge und Herkunft der Mischaren. Im 19. Jahrhundert und noch zu Beginn des 20. Jahrhunderts dominierte die Theorie einer tatarisierung eines ursprünglich finno-ugrischen Stammes. Gemeint sind wohl die frühmittelalterlichen Meschtscheren, ein finno-ugrisches Volk. Unter den Mischaren selbst dominiert die Theorie einer Abstammung von der Goldenen Horde. In der Wissenschaft herrscht heutzutage keine einheitliche Meinung über die Herkunft der Mischaren.
Laut älterer Quellen wanderten zahlreiche muslimische Mischaren nach der Zerstörung des Khanats von Kasan nach Osten, in das Land der Baschkiren. Von diesen sollen sie sich kulturell nur geringfügig unterschieden haben, betrieben jedoch verstärkt Ackerbauer als diese. Für den Beginn des 20. Jahrhunderts wurden ca. 100.000 Mischaren in den Gouvernements Ufa und Orenburg gezählt.
Seit 1926 werden die Mischaren nicht mehr gesondert in Volkszählungen aufgeführt, sondern zusammen mit den anderen tatarischen Subethnien (Sibirische Tataren, Teptjaren etc.) als Tataren gelistet.

## Die Mischaren als Militärstand
Die in Baschkortostan siedelnden Mischaren wurden nach der im 18. Jahrhundert einsetzenden verstärkten Integration Baschkiriens ins Russische Reich, parallel zur baschkirischen Aristokratie in ihren Besitzrechten und Privilegien bestätigt. Der Jassak muss höher als bei den Baschkiren gelegen haben, doch geringer als bei den anderen nicht-russischen Völkern Baschkiriens. Zu Ende des 18. Jahrhunderts wurden Mischaren zusammen mit den Baschkiren in einen Militärstand umgewandelt der einer Militärverwaltung unterlag. Damit waren die Mischaren ähnlich wie die russischen Kosaken zu Wehrbauern geworden. Als Angehörige dieses Militärstandes bildeten sie zusammen mit Baschkiren, Teptjaren und Bobylen das irreguläre Baschkiro-Meschtscherjakische Heer (auch Baschkirisches Kosakenheer). Hauptaufgabe bildete dabei die Sicherung der Orenburger Grenzlinie zusammen mit den Orenburger und Uraler Kosaken.
Als irreguläre Reiterei nahmen mischarische Formationen u. a. an den Napoleonischen Kriegen teil. Dabei wurden sie meist zusammen mit Kosakeneinheiten eingesetzt. Zwischen 1812 und 1814 wurden aus Mischaren zwei Kosakenregimenter aufgestellt.